# Sailer
Sailer ist ein Familienname des deutschen Sprachraums.

## Herkunft und Bedeutung
Der Name Sailer geht auf den Beruf des Seilers zurück.

## Namensträger
- Andrea Sailer (* 1972), österreichische Autorin
- Ansgar Sailer (* 1969), deutscher Musiker
- Anton Sailer (Mäzen) (1820–1904), Banater Geschäftsmann und Mäzen
- Anton Sailer (Schriftsteller) (1903–1987), deutscher Journalist, Schriftsteller, Maler und Grafiker
- Anton Sailer (Schauspieler) (* 1997), deutscher Schauspieler und Synchronsprecher
- Carl Georg Jakob Sailer (1817–1870), Schweizer Jurist und Politiker
- Elisabeth Sailer-Albrecht (* 1939), Schweizer Politikerin (Die Mitte – Ehemals CVP)
- Erna Sailer (1908–2004), österreichische Juristin, Sozialarbeiterin und Diplomatin
- Erwin Lorenz Sailer (1931–2019), deutscher Autor
- Franz Ser. Sailer (1792–1847), österreichischer Botaniker und Geistlicher
- Friederike Sailer (1920–1994), deutsche Opernsängerin (Sopran)
- Georg Sailer (1874–1935), österreichischer Politiker
- Gereon Sailer (um 1500–1562), deutscher Mediziner
- Gerhard Sailer (Denkmalpfleger) (1931–2002), österreichischer Jurist und Denkmalpfleger
- Gerhard Sailer (Politiker) (* 1947), österreichischer Politiker (FPÖ)
- Gerhard Sailer (Architekt) (* 1955), österreichischer Architekt
- Gudrun Sailer (Künstlerin) (* 1963), deutsche Bildhauerin, Malerin und Grafikerin
- Gudrun Sailer (Journalistin) (* 1970), österreichische Journalistin, Autorin und Fernsehmoderatorin
- Hans Sailer (Gewerkschafter) (1878–1944), deutscher Gewerkschafter und Widerstandskämpfer gegen den Nationalsozialismus
- Hans Sailer (Bildhauer, 1938) (* 1938), deutscher Lehrer und Holzbildhauer
- Hans Sailer (Ingenieur) (* 1944), österreichischer Ingenieur und Umwelttechniker
- Hans Daniel Sailer (1948–2021), deutscher Bildhauer und Maler
- Heinrich Friedrich Sailer (1837–1869), österreichischer Nationalökonom
- Heinz Sailer (Heinz Schroth; 1892–1957), deutscher Schauspieler
- Helmut Sailer (Maler, 1945) (* 1945), österreichischer Maler
- Helmut Sailer (Maler, 1956) (* 1956), österreichischer Maler
- Hermann F. Sailer (* 1943), deutscher Chirurg
- Hieronymus Sailer (1495–1559), Schweizer Kaufmann
- Johann Sailer (Politiker) (1851–1928), deutscher Politiker (Zentrum), MdL Bayern
- Johann Michael Sailer (1751–1832), deutscher Theologe, Bischof von Regensburg
- Josef Sailer (Geistlicher) (1839–1920), österreichischer Geistlicher, Propst von St. Florian
- Josef Sailer (Skispringer), österreichischer Skispringer
- Josef Andreas Sailer (1872–1952), deutscher Maler und Zeichner
- Karl Hans Sailer (1900–1957), österreichischer Journalist und Parteifunktionär (SDAP, Revolutionäre Sozialisten)
- Konstanze Sailer (* 1965), deutsch-österreichische Malerin
- Leopold Sailer (1889–1944), österreichischer Archivar und Historiker
- Manfred Sailer (* 1969), deutscher Linguist und Hochschullehrer
- Marco Sailer (Mediziner) (* 1961), deutscher Chirurg
- Marco Sailer (Fußballspieler) (Toni; * 1985), deutscher Fußballspieler
- Markus Sailer (* 1968), deutscher Fußballspieler
- Martin Sailer (Hörspielregisseur), österreichischer Germanist, Publizist und Hörspielregisseur
- Martin Sailer (Politiker, 1970) (* 1970), deutscher Politiker (CSU)
- Martin Sailer (Politiker, 1971) (* 1971), Schweizer Politiker
- Max Sailer (1882–1964), deutscher Automobilrennfahrer und Ingenieur
- Michael Sailer (Chemiker) (* 1953), deutscher Chemiker und Atomenergiekritiker
- Michael Sailer (Künstler) (* 1963), deutscher Autor und Musiker
- Oskar Sailer (1913–1997), deutscher Landrat
- Otto Sailer-Jackson (1884–1971), deutscher Tierfänger, Dompteur und Zooinspektor
- Paul Sailer-Wlasits (* 1964), österreichischer Philosoph

- Peter Sailer (Geologe) (* 1959), österreichischer Geologe und Edelsteinhändler
- Petr Sailer (* 1975), tschechischer Eishockeyspieler
- Peter Sailer (*), deutscher Journalist und Redakteur des Sonic Seducer

- Rosi Sailer (* 1931), österreichische Skirennläuferin
- Rudolf Sailer (Intendant) (1931–2014), deutscher Opernintendant
- Rudolf Sailer (Skirennläufer) (* 1944), österreichischer Skirennläufer
- Rudolf Sailer (Badminton) (* um 1948), deutscher Badmintonspieler
- Sebastian Sailer (1714–1777), deutscher Ordensmann und Mundartdichter
- Simon Sailer (* 1984), österreichischer Schriftsteller
- Steve Sailer (* 1958), US-amerikanischer Journalist
- Thomas Sailer (* 1987), österreichischer Autor
- Till Sailer (* 1942), deutscher Schriftsteller
- Toni Sailer (1935–2009), österreichischer Skirennläufer und Schauspieler
- Ulrich Sailer (Reichsvogt), Schweizer Hofmeister und Vogt
- Uwe Sailer (* 1956), österreichischer Kriminalbeamter und Datenforensiker
- Verena Sailer (* 1985), deutsche Leichtathletin
- Walter Sailer (1946–1984), österreichischer Langläufer und Nordischer Kombinierer
- Wilhelm Sailer (1965/1966–2013), deutscher Unternehmer
- Wolfgang Sailer (* 1947), deutscher Richter
- Wolfram Sailer (* 1953), deutscher Anglist und Politiker (Bündnis 90/Die Grünen)
- Wulff Sailer (1936–2024), deutscher Maler und Hochschullehrer